# Gökhan Değirmenci
Gökhan Değirmenci (* 21. März 1989 in Izmir) ist ein türkischer Fußballtorhüter, der für Akhisarspor spielt.

## Karriere

### Verein
Değirmenci begann mit dem Vereinsfußball in der Jugend von Altay Izmir. Im Sommer 2006 wurde er Profi-Spieler und kam als zweiter Torwart zu einigen Einsätzen. Im Dezember 2008 erkämpfte er sich die Position des Stammtorwarts.
Nach drei Jahren bei der ersten Mannschaft von Altay wechselte er zum Süper-Lig-Verein Kayserispor. Im Frühjahr 2014 wechselte er innerhalb der Liga zum Partnerverein Kayseri Erciyesspor. Bei diesem Verein entwickelte er sich zu einem der auffälligsten Torhüter der Liga. So wurde er vermehrt mit Galatasaray Istanbul in Verbindung gebracht.
Nach dem Abstieg von Erciyesspor wechselte Değirmenci zum Zweitligisten Göztepe Izmir, einem Verein seiner Heimatstadt Izmir. Eine Saison später zog er zum Erstligisten Gaziantepspor weiter. Nachdem mit diesem Verein zum Sommer 2017 der Klassenerhalt verfehlt wurde, wechselte Değirmenci zum Zweitligisten Boluspor.

### Nationalmannschaft
Değirmenci spielte zweimal für die türkische U-17-, viermal für die U-19 und dreimal für die U-21-Nationalmannschaft. Zudem spielte er 2011 einmal für die zweite Auswahl der türkischen Nationalmannschaft.